# Río Eider
El río Eider, en alemán (en danés: Ejderen, en latín: Egdor o Egdoreé), es el mayor río del estado federal alemán de Schleswig-Holstein.
El río fluye al sur de Kiel, por la costa del mar Báltico dirigiéndose al oeste para desembocar en el mar del Norte. La parte media de este río forma parte del canal de Kiel.
Tras haber sido en la Alta Edad Media frontera entre jutos y anglos, e incluso más tarde entre Dinamarca y el Sacro Imperio Romano Germánico, hoy el río hace de frontera entre Schleswig (al norte) y Holstein (al sur del Río).